# Lian Ross
Lian Ross (prawdziwe nazwisko: Josephine Hiebel, ur. 8 grudnia 1962 w Hamburgu) – niemiecka piosenkarka, autorka tekstów piosenek i kompozytorka. Występowała w drugim składzie grupy Fun Factory. Jest żoną hiszpańskiego producenta muzycznego Luisa Rodrígueza, który jest jednym z producentów duetu Modern Talking. Obecnie mieszka na Majorce.

## Kariera muzyczna
Muzyką interesowała się od dziecka, gdyż jej rodzice prowadzili bar, w którym często odbywały się koncerty rockowe. Na początku lat 80 poznała Luisa Rodrígueza i wkrótce później przy jego współpracy nagrała Do the Rock, I Know, a w kolejnych latach Mama Say (1983) oraz Magic (1984).
Jako Lian Ross zabłysnęła w 1985 roku wydając single Fantasy oraz Say You'll Never, a jako projekt Creative Connection wydała Call My Name oraz cover Modern Talking You're My Heart, You're My Soul.
W kolejnych latach wydawała sukcesywnie następne single, w różnych gatunkach muzycznych, nagrywając do niektórych z nich teledyski, m.in. do: Neverending Love Rap, Oh Won't You Tell Me, Say Say Say, czy Feel So Good.
W 1989 wystąpiła na Sopot Festival ostatecznie zajmując 16 miejsce w reprezentacji Niemiec z utworem Feel So Good.
W latach 90. użyczała swojego głosu w wielu projektach, tj. 2 Eivissa, Dana Harris, Exotica, Joelle, Fun Factory, Tears n' Joy i wiele innych.
W 1998 przeprowadziła się do Hiszpanii, gdzie też zostało przeniesione Studio 33.
Rok później w składzie Fun Factory nagrała dwa albumy: Next Generation (1999) oraz ABC of Music (2003).
12 grudnia 2004 roku wystąpiła w Rosji na festiwalu Discoteka 80 i wykonała Say You'll Never oraz Scratch My Name.
W 2005 roku wydana przez ZYX Music została kompilacja "The Best Of...And More" zawierające największe hity artystki oraz dwa premierowe utwory, tj. One More Chance i Hello It's Me.
Tego samego roku nagrała całkiem nowe single: I Wanna oraz Never Gonna Lose.
W latach 2006–2008 współpracowała z wykonawcami tj. David Tavare, Matthias Reim, czy Oliver Lukas.
W 2009 roku nagrała cover Candi Staton Young Hearts Run Free, który w Hiszpanii stał się radiowym numerem 1.
Singiel zaprezentowała 25 czerwca 2010 na festiwalu w Janikowie wraz z Gazebo i Eddy Wata, gdzie poza premierowym utworem wykonała również swoje starsze przeboje.
Od początku 2012 roku zajęła się trasą koncertową oraz promocją nadchodzącego albumu. 22 czerwca 2012 wystąpiła w klubie nocnym "Park Residence" w Odessie na Ukrainie. Premiera nowego singla Minnie the Moocher odbyła się 11 września 2012, a na portalu YouTube opublikowany został teledysk do piosenki.
Rok 2013 przyniósł Lian Ross jej pierwszy solowy album zatytułowany "I Got The Beat" zawierający całkiem nowe brzmienia oraz odświeżone wersje starszych utworów. Album dostępny jest w sklepach muzycznych Amazon oraz iTunes.
20 i 21 września 2013 zawitała w USA i wykonała największe hity oraz utwory z nowego albumu. Po występie wraz z Luisem Rodriguez udzieliła obszernego wywiadu zdradzając wiele szczegółów z ich kariery. 5 października wystąpiła z DJ Alanem Alvarez w Nikki Beach na Majorce i promowała utwory Young Hearts Run Free 2013 oraz Minnie The Moocher. 19 października 2013 do sieci wyciekła wersja demo utworu Get Closer - duetu Lian Ross z Davidem Tavaré.
Na początku 2014 roku na facebooku piosenkarki opublikowano jej wykonanie utworu Brother Louie. Jest to kolejna cover-wersja utworu z repertuaru Modern Talking.
21 lutego wystąpiła ponownie w Rosji, gdzie wykonała premierowy utwór Around The World.
W marcu 2014 r. wraz z TQ nagrała singiel "All We Need Is Love", a także promujący utwór teledysk.
Kolejną płytą wydaną 1 czerwca 2016 r. przez niemiecką wytwórnię ZYX Music była kompilacja Greatest Hits & Remixes zawierająca największe hity artystki w wersjach 7” jak i 12” singlowych.
19 sierpnia 2016 r. ukazał się długo zapowiadany, dwupłytowy album „And the Beat Goes On”.

## Dyskografia

### Albumy
| Rok  | Tytuł                                     | Pseudonim    | Gatunek     | Wytwórnia      | Państwo   |
| ---- | ----------------------------------------- | ------------ | ----------- | -------------- | --------- |
| 1995 | Enjoy                                     | Tears n' Joy | eurodance   | Luiggi Records | Hiszpania |
| 1998 | Oh La La La                               | 2 Eivissa    | dance       | Control        | Niemcy    |
| 1998 | Neuer Kurs                                | Negakuss     | rap         | Marlboro Music | Niemcy    |
| 1999 | Next Generation                           | Fun Factory  | pop         | Marlboro Music | Europa    |
| 1999 | Next Generation (Japanese Deluxe Edition) | Fun Factory  | pop         | Victor         | Japonia   |
| 2002 | ABC Of Music                              | Fun Factory  | pop         | Victor         | Japonia   |
| 2003 | Are You Ready?                            | 2 Eivissa    | dance       | Blanco y Negro | Hiszpania |
| 2004 | The Best Of...And More                    | Lian Ross    | eurodisco   | ZYX Music      | Niemcy    |
| 2008 | Maxi-Singles Collection Vol. 1            | Lian Ross    | eurodisco   | ESonCD         | Rosja     |
| 2008 | Maxi-Singles Collection Vol. 2            | Lian Ross    | eurodisco   | ESonCD         | Rosja     |
| 2013 | I Got The Beat                            | Lian Ross    | eurohouse   | Weiss Records  | Hiszpania |
| 2016 | Greatest Hits & Remixes                   | Lian Ross    | Italo disco | ZYX Records    | Niemcy    |
| 2016 | And The Beat Goes On                      | Lian Ross    | eurohouse   | ZYX Records    | Hiszpania |
| 2023 | 4YOU                                      | Lian Ross    | Italo disco | ZYX            | Niemcy    |

### Single
| Rok  | Tytuł                                            | Gatunek     | Wytwórnia            |
| ---- | ------------------------------------------------ | ----------- | -------------------- |
| 1985 | Fantasy / Saturday Night                         | italo Disco | ZYX Records          |
| 1985 | Say You'll Never / I Need A Friend               | italo Disco | ZYX Records          |
| 1986 | It's Up To You                                   | disco       | Arrow Records        |
| 1986 | Neverending Love "Rap" / Neverending Love "Song" | rap         | Arrow Records        |
| 1987 | Do You Wanna Funk / Magic Moment                 | disco       | Chic                 |
| 1987 | Oh Won't You Tell Me / Reach Out                 | eurodisco   | Chic                 |
| 1988 | Say Say Say                                      | synthpop    | Polydor              |
| 1989 | Feel So Good                                     | house       | Polydor              |
| 1993 | Fantasy ’93 / Trying To Forget You               | eurohouse   | Almighty Records     |
| 1994 | I Will Die For Love                              | trance      | utwór niewydany      |
| 1994 | Keep This Feeling                                | eurodance   | Polydor              |
| 1996 | When I Look Into Your Eyes                       | pop         | utwór niewydany      |
| 1998 | Fantasy ’98                                      | eurohouse   | ZYX Music            |
| 1998 | Fantasy (Remix)                                  | eurohouse   | ZYX Music            |
| 2004 | Fantasy 2004                                     | techno      | Dance Street Records |
| 2005 | I Wanna                                          | techno      | House Nation         |
| 2005 | Never Gonna Lose                                 | eurohouse   | ZYX Music            |
| 2007 | On The Road Again                                | house       | Storm                |
| 2009 | Young Hearts Run Free                            | eurohouse   | Blanco y Negro       |
| 2012 | Minnie The Moocher                               | jazzhouse   | Blanco y Negro       |
| 2013 | Young Hearts Run Free 2013                       | eurohouse   | Team 33              |
| 2014 | All We Need Is Love (duett z TQ)                 | italo Disco | ZYX Records          |
| 2014 | Good Feeling Power (ft. Big Daddi)               | eurohouse   | Team 33              |
| 2015 | You're My Heart, You're My Soul (ft. Big Daddi)  | eurohouse   | Universal            |
| 2016 | Game of Love (feat. Mode One)                    | italo Disco | ZYX Records          |
| 2017 | Amazing Grace                                    | funk        | Team 33 Music SL     |
| 2018 | Davai Davai (давай давай)                        | pop         | Team 33 Music SL     |

### Udział gościnny
| Rok  | Tytuł                  | Pseudonim                        | Gatunek | Album                |
| ---- | ---------------------- | -------------------------------- | ------- | -------------------- |
| 2007 | König                  | Matthias Reim feat. Lian Ross    | rock    | Männer Sind Krieger  |
| 2008 | A Chi Mi Dice          | Bino feat. Jobel                 | pop     | Emozioni             |
| 2008 | Solo Tú                | David Tavaré feat. Lian Ross     | pop     | La Vida Viene Y Va   |
| 2008 | La Vita é Bella        | Oliver Lukas feat. Lian Ross     | pop     | Für Dich             |
| 2012 | Liebe                  | Oliver Lukas Duett Mit Lian Ross | pop     | Seiltänzer           |
| 2013 | Am Fenster             | Matthias Reim                    | rock    | Unedlich             |
| 2015 | Get Closer             | David Tavaré & Lian Ross         | pop     | -                    |
| 2015 | Everything Is Possible | Kafe Pa 3 & Lian Ross            | pop     | Kilómetros de sueños |
| 2015 | Viernes Tarde          | Tanny Mas & Lian Ross            | pop     | True Illusions       |

### Single (Pseudonimy)
| Rok  | Tytuł                                                 | Pseudonim             | Gatunek            | Wytwórnia                  |
| ---- | ----------------------------------------------------- | --------------------- | ------------------ | -------------------------- |
| 1980 | Viva Amercia / Wild Safari                            | Happy                 | funk               | Aladin                     |
| 1981 | I Know / Gimme More                                   | Josy                  | pop rock           | TELDEC                     |
| 1982 | Do The Rock / What'd You Say                          | Josy                  | pop rock           | TELDEC                     |
| 1983 | Mama Say / Stop And Go                                | Josy                  | pop rock           | TELDEC                     |
| 1984 | Magic / Who Said You're The One                       | Josy                  | italo disco        | Master Records             |
| 1985 | Tengo Tengo                                           | Chicano               | disco              | TELDEC                     |
| 1985 | Scratch My Name / Baby I'm On My Way                  | Creative Connection   | eurodisco          | Chic                       |
| 1985 | Call My Name / I'm On My Way                          | Creative Connection   | eurodisco          | Chic                       |
| 1985 | You're My Heart, You're My Soul / Dancing To The Beat | Creative Connection   | eurodisco          | TELDEC                     |
| 1985 | Viva El Amor                                          | Don Luis Y Compania   | disco              | WEA                        |
| 1985 | Mañana / Hey Mr. DJ                                   | Loco Loco             | disco              | Constant                   |
| 1986 | Don't You Go Away / That E-Motion                     | Creative Connection   | eurodisco          | Arrow Records              |
| 1990 | My World Is Empty Without You / I Need You By My Side | Dana Harris           | funk               | WEA Musik GmbH             |
| 1991 | Bacardi Feeling (Summer Dreaming)                     | Divina                | reggae             | Control                    |
| 1992 | Jimmy Mack / It Is Good To You                        | Dana                  | funk               | RCA                        |
| 1992 | Rhythm Is A Dancer                                    | Key Biscayne          | eurohouse          | Polystar                   |
| 1992 | I Love Your Smile                                     | Shona                 | pop                | Control                    |
| 1992 | Gimme Gimme Gimme / Summernight City                  | Stockholm Underground | eurohouse          | Control                    |
| 1993 | All That She Wants                                    | Bass Of Spades        | pop                | Ultrapop                   |
| 1993 | Wheel Of Fortune                                      | Bass Of Spades        | pop                | Ultrapop                   |
| 1993 | Teenage Revolution                                    | Divina                | eurohouse          | Ultrapop                   |
| 1993 | Feel It                                               | Hi-Q                  | eurohouse          | DJ's Delight               |
| 1993 | Go Before You Break My Heart / Brand New              | Tears n' Joy          | eurodance          | RCA                        |
| 1993 | I Will Always Love You / Let's Groove Tonight         | Tears n' Joy          | eurohouse          | RCA                        |
| 1994 | You Got To Be Strong                                  | Avant Garde           | eurohouse          | DJ's Delight               |
| 1994 | Let's Go To Heaven                                    | Hi-Q                  | eurohouse          | DJ's Delight               |
| 1995 | Can You Imagine?                                      | Exotica               | trance             | Dance Pool                 |
| 1995 | Upside Down                                           | Joelle                | funk               | BMG                        |
| 1995 | Take My Life                                          | Tears n' Joy          | eurodance          | Luiggi Records             |
| 1996 | Boom Boom Boom                                        | Boom Boom Club        | house              | ROD Records                |
| 1996 | Another World                                         | DJ Pierro             | trance             | Maad Records               |
| 1996 | I Want Your Sex                                       | Exotica               | eurohouse          | Dance Pool                 |
| 1996 | Celebrate                                             | Happy House           | eurohouse          | ROD Records                |
| 1996 | How Deep Is Your Love / I Wanna Dance With Somebody   | Jay Jay               | eurohouse          | MCA Records                |
| 1996 | Let Me Dream Forever                                  | Joelle                | pop                | utwór niewydany            |
| 1996 | We Got To Move                                        | Teeko X               | house              | Club Tools                 |
| 1996 | Killing Me Softly                                     | Teeko X feat. Rod D.  | house hip-hop      | Club Tools                 |
| 1997 | I Fear                                                | Dreamscape            | pop                | Eastwest Records GmbH      |
| 1998 | Move Your Body (Tu Tu Tu Tu Ta, Oh La)                | 2 Eivissa             | eurohouse          | Control                    |
| 1998 | This Must Be Love                                     | Joelle                | europop            | BMG                        |
| 1999 | Bad Girl                                              | 2 Eivissa             | eurohouse          | Blanco y Negro             |
| 1999 | I Wanna Be Your Toy                                   | 2 Eivissa             | eurohouse          | Polydor                    |
| 1999 | 2 Funky                                               | 2 Funky               | eurohouse          | Marlboro Music             |
| 1999 | If You Believe                                        | Cherry                | eurohouse          | Marlboro Music             |
| 1999 | House Of Love / Get The Rhythm / Next To You          | Fun Factory           | eurohouse          | Victor                     |
| 1999 | Sha-La-La-La-La                                       | Fun Factory           | eurohouse          | Marlboro Music             |
| 1999 | Wish                                                  | Fun Factory           | pop rap            | Marlboro Music             |
| 1999 | Hambubas                                              | Negakuss              | rap                | Marlboro Music             |
| 1999 | Das Leben Ist Nich Leicht                             | Negakuss              | rap                | Marlboro Music             |
| 2000 | Viva La Fiesta                                        | 2 Eivissa             | eurohouse          | Blanco y Negro             |
| 2001 | El Pelotón                                            | 2 Eivissa             | eurohouse          | Blanco y Negro             |
| 2002 | Meaning Of My Life                                    | 2 Eivissa             | eurohouse          | Blanco y Negro             |
| 2002 | Suddenly                                              | Dana Harris           | eurohouse          | DA Records                 |
| 2002 | I Need Your Love                                      | Pierro feat. Joelle   | eurohouse          | EMI                        |
| 2003 | Boy Are You Ready                                     | 2 Eivissa             | eurohouse          | House Nation               |
| 2003 | Fire In The Sky                                       | 2 Eivissa             | eurohouse          | House Nation               |
| 2003 | I Would Die For Love                                  | Exotica               | progressive trance | Limite Records / Bit Music |
| 2004 | Hey Boy                                               | 2 Eivissa             | eurohouse          | House Nation               |
| 2004 | What Is Love?                                         | Exotica               | progressive house  | Limite Records / Bit Music |
| 2005 | Amigo                                                 | 2 Eivissa             | eurohouse          | Blanco y Negro             |
| 2016 | Allez Allez! Je Veux Que Vous Dancez                  | 2 Eivissa             | eurohouse          | ZYX Records                |

## Wideoklipy
- 1984 – Magic
- 1984 – You Light Up My Life
- 1985 – Fantasy
- 1986 – Neverending Love "Rap"
- 1987 – Oh, Won't You Tell Me
- 1988 – Say, Say, Say
- 1989 – Feel So Good
- 1989 – Feel So Good (druga wersja)
- 1990 – My World Is Empty Without You
- 1996 – Upside Down
- 1996 – Another World
- 1999 – I Wanna Be Your Toy
- 2004 – Say You'll Never (koncert w Moskwie)
- 2004 – Scratch My Name (koncert w Moskwie)
- 2012 – Minnie The Moocher
- 2014 – All We Need Is Love (feat. TQ)
- 2015 – Get Closer
- 2015 – Dale Duro
- 2015 – Viernes Tarde
- 2015 – You're My Heart, You're My Soul
- 2016 – Allez Allez! Je Veux Que Vous Dancez
- 2016 – Game of Love